# Castle Ashby
Castle Ashby – wieś w Anglii, w hrabstwie Northamptonshire, w dystrykcie (unitary authority) West Northamptonshire. Leży 12 km na wschód od miasta Northampton i 91 km na północny zachód od Londynu. W 2001 miejscowość liczyła 134 mieszkańców.